# Dermatomyzon elegans
Dermatomyzon elegans is een eenoogkreeftjessoort uit de familie van de Asterocheridae. De wetenschappelijke naam van de soort is voor het eerst geldig gepubliceerd in 1889 door Claus.